# Kiss Cam

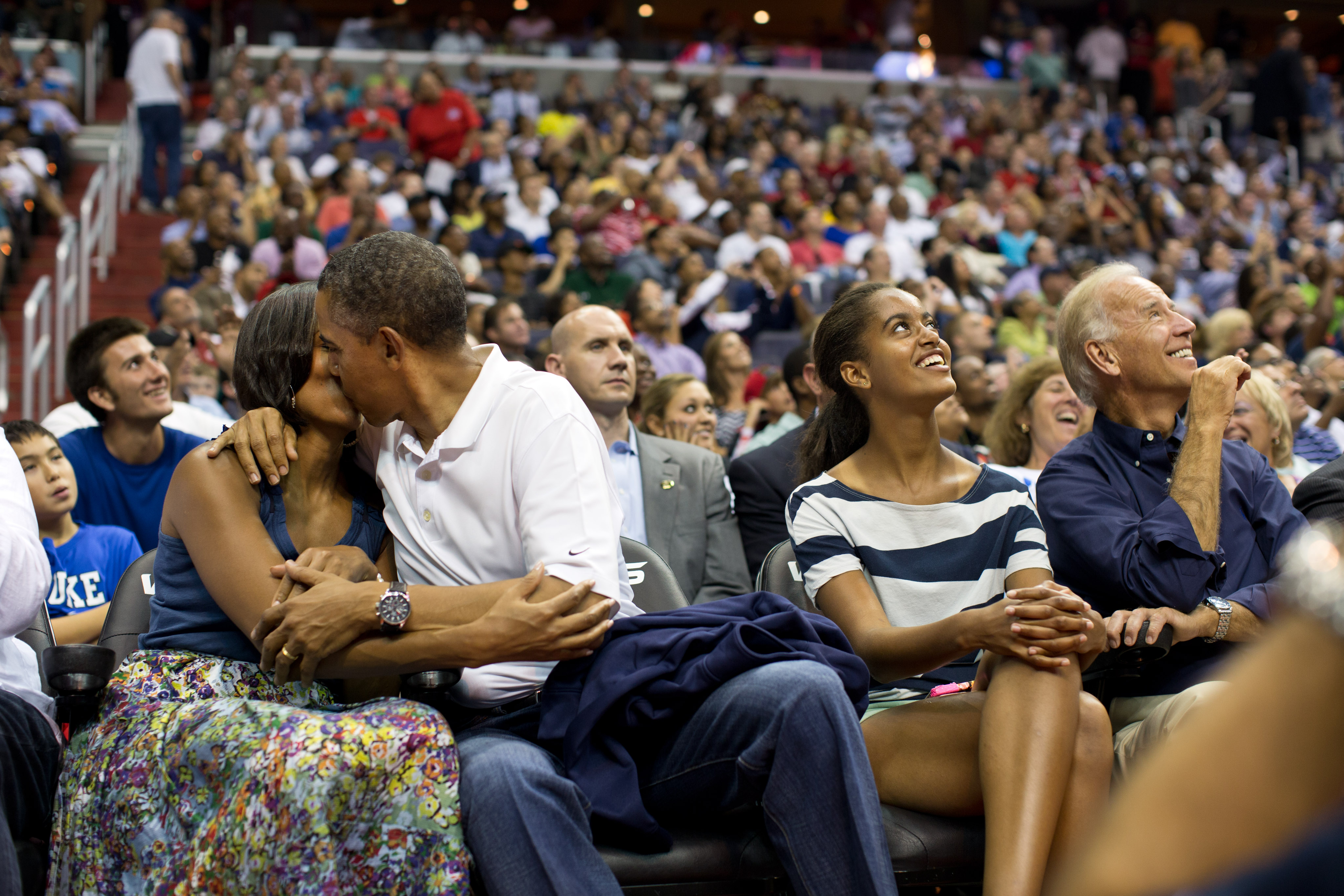
US-Präsident Barack und seine Frau Michelle Obama küssen sich, nachdem sie bei einem Basketball-Spiel in Washington D.C. von der Kiss Cam entdeckt worden sind. Ihre Tochter Malia und Vizepräsident Joe Biden beobachten den Kuss auf einem Großbildschirm.

Die Kiss Cam (wörtlich „Kuss-Kamera“) ist eine Form der Unterhaltung, bei der Personen aus einem Publikum zum Küssen aufgefordert werden. Sie ist vor allem in den USA und Kanada bekannt und findet in Pausen oder Unterbrechungen von Sportereignissen, die in Hallen, Arenen oder Stadien ausgetragen werden, statt. Ziel ist es, das Publikum bei Laune zu halten und die Zeit bis zur Fortsetzung des Spieles zu überbrücken.

## Ablauf
Voraussetzung für den Einsatz der Kiss Cam ist das Vorhandensein mehrerer Kameras, einer Bildregie und einer gut einsehbaren Leinwand, in den USA meist als Video-Würfel ausgeführt und häufig als Jumbotron bezeichnet.
Bei sportlichen Pausen wie Auszeiten, Timeouts oder Werbepausen kommt in den USA häufig die Kiss Cam zum Einsatz, wobei das Publikum meist durch eine Ankündigung des Stadion- oder Hallensprechers „vorgewarnt“ wird, wodurch auch die Aufmerksamkeit der anwesenden Personen auf die Videowall gerichtet werden soll.
Die Kiss Cam „scannt“ (in Form mehrerer Kameras) das Publikum und sucht ein Paar (üblicherweise Mann und Frau) aus, das daraufhin auf den Großbildschirmen zu sehen und somit zum Kuss aufgefordert ist. Oft ertönt dabei auch ein zeitgenössisches Liebeslied, das zusätzlich für eine entsprechende Stimmung sorgen soll. Nachdem sich das Paar selbst auf einem der Bildschirme erkannt hat, küsst es sich, wobei es vom restlichen Publikum mittels Jubel, Pfiffen oder Applaus angefeuert wird. Lehnt es das Paar hingegen ab, sich zu küssen, wird es häufig ausgebuht.
Nachdem der Kuss stattgefunden hat oder aber verweigert wurde, erscheint das nächste Paar auf den Bildschirmen, wobei deren Köpfe darauf meist herzförmig umrahmt werden, um die Kiss Cam vom normalen Spielgeschehen abzuheben und den Kuss zusätzlich in Szene zu setzen. Während ein Paar auf den Bildschirmen zu sehen ist, ist ein zweiter Kameramann damit beschäftigt, willkürlich zwei andere Personen aus dem Publikum auszuwählen, aus ihnen ein Paar zu bilden und optisch vorzubereiten, sodass, nachdem sich das erste Paar geküsst oder den Kuss abgelehnt hat, direkt zum nächsten überblendet werden kann, ohne dass die Kamera in den Zuschauerrängen zunächst auf Suche gehen müsste. Dieses Prozedere wird mehrmals wiederholt, bis das unterbrochene Spiel wieder aufgenommen ist, kann aber auch davor schon enden und dauert üblicherweise nur wenige Minuten.

## Problematik
Problematisch ist die fehlende Einwilligung der Gefilmten, vor einem großen Publikum zur Schau gestellt zu werden und vom Publikum durch Johlen dazu gedrängt zu werden, sich zu küssen, ungeachtet davon, ob sie eine Beziehung haben. Durch die Fernsehübertragung oder das Abfilmen der Leinwand wird das Publikum auf außerhalb des Stadions ausgeweitet.
Die Steigerungsform sieht man bei manchen Freiluftkonzerten, bei denen auf Schultern getragene Frauen gefilmt und auf der Leinwand gezeigt werden, bis sie entweder den Oberkörper entblößen oder von den Schultern absteigen.

### Beziehungsstatus
Es ist nicht sicher, dass sich die vom Kameramann ausgewählten  Paare in einer romantischen Beziehung befinden. Sie können stattdessen auch Geschwister, Freunde, Kollegen oder einander gänzlich unbekannt sein, was zur Folge haben kann, dass ein leidenschaftlicher Kuss für die betroffenen Personen unangenehm ist. Oft wird der Kuss daher abgelehnt, oder es erfolgt „nur“ ein platonischer Kuss auf Mund oder Wange, wobei das Publikum nicht um die unangenehme Situation des Paares Bescheid wissend, buht und einen intensiveren Kuss fordert. Dieses Problem wird häufig dadurch umgangen, dass gezielt Paare ausgesucht werden, welche bereits im Verlauf der Veranstaltung ohnehin Zärtlichkeiten ausgetauscht haben.

### Übertragung außerhalb vom Stadion
Da die Kiss Cam vor allem bei Sportveranstaltungen zum Einsatz kommt, kann es vorkommen, dass sie live im regionalen, aber auch nationalen Fernsehen übertragen wird, was den Paaren, die sich küssen sollen, eventuell nicht recht ist. Zudem werden Kiss Cams gelegentlich auf Internet-Plattformen wie YouTube oder Sozialen Medien hochgeladen, da einige Personen aus dem Publikum die Bildschirme abfilmen. Die Internet-Community kommentiert solche Videos oft spöttisch und hämisch, besonders wenn es zu vermeintlich lustigen Szenen kommt, etwa wenn eine der beiden ausgewählten Personen den Kuss ablehnt.

### Paare aus Mann und Frau
Schwule und lesbische Paare fühlen sich möglicherweise von der Kiss Cam ausgeschlossen, da nahezu ausnahmslos Mann und Frau ausgewählt werden, oder diskriminiert, wenn etwa eine homosexuelle Person aufgefordert wird, eine Person des anderen Geschlechts zu küssen. Personen kann es generell unangenehm sein, öffentlich Zuneigungen in Form eines Kusses auszuüben, oder sie lehnen es aus persönlichen oder religiösen Gründen beziehungsweise aufgrund der Treue gegenüber dem eigenen Partner, der nicht anwesend ist oder nicht ausgewählt wurde, ab. Einige Paare, die sich möglicherweise nicht küssen wollen, fühlen sich vom Publikum genötigt und küssen sich, um so dem Missfallen der anderen, das eine Ablehnung des Kusses mit sich bringen würde, zu entgehen.

### Sonstiges
Bei besonders originellen oder Aufsehen erregenden Aufnahmen kann davon ausgegangen werden, dass die Situation gestellt ist. Teilweise wurden auch schon sog. Konserven-Aufnahmen im Stadion eingespielt.

### Rechtliche Einordnung
In Deutschland setzt das Kunsturheberrechtsgesetz mit § 23 Abs. 2 und die Literatur für Datenschutz-Grundverordnung Art. 6 Abs. 1 S. 1 der Kiss Cam gewisse Grenzen. So wie es in den USA geschieht, wäre es in Deutschland verboten. Die rechtliche Einordnung dürfte innerhalb der EU ähnlich sein.

### Bekannte Fälle
Bei einem Coldplay-Konzert im Juli 2025 in Massachusetts filmte die Kiss Cam ein Pärchen in enger Umarmung, er Geschäftsführer eines Tech-Unternehmens und sie Personalchefin desselben Unternehmens, bei einer außerehelichen Affäre. Das Video dazu ging viral und in der Folge traten beide von ihrer Arbeitsstelle zurück.